# Harold Martín López
Harold Martín López Granizo (* 3. Dezember 2000 in Ibarra) ist ein ecuadorianischer Radrennfahrer, der auf der Straße aktiv ist.

## Karriere
Nach dem Wechsel in die U23 fuhr López zunächst drei Jahre für zwei ecuadorianische UCI Continental Teams, mit denen er vorrangig an Rennen in Amerika teilnahm. Dabei erzielte er insgesamt drei Etappenerfolge bei der Vuelta a Guatemala und der Vuelta a Costa Rica, die Vuelta al Ecuador 2020 beendete er als Dritter der Gesamtwertung. Zudem wurde er 2021 nationaler Meister im Einzelzeitfahren und Vizemeister im Straßenrennen der U23.
Nach seinen Erfolgen wurde López 2022 Mitglied im Astana Qazaqstan Development Team. Beste Tagesplatzierung in den zwei Jahren im Nachwuchsteam war ein zweiter Etappenrang bei der Istrian Spring Trophy 2022, in der Gesamtwertung einer Rundfahrt der neunte Platz bei der Burgos-Rundfahrt 2023, bei der er bereits für das Astana Qazaqstan Team startete. Zur Saison 2024 wurde er in das UCI WorldTeam übernommen. Als Fünfter der Türkei-Rundfahrt schaffte er in seiner ersten Profisaison erneut ein Top-10-Ergebnis bei einer Rundfahrt der UCI ProSeries. Weiters gab er bei der Vuelta a España sein Grand-Tour-Debüt, wobei er die Rundfahrt nicht zu Ende fuhr. Im Jahr 2025 gewann er die Gesamtwertung der Griechenland-Rundfahrt.

## Erfolge
2019
- eine Etappe Vuelta Ciclista a Costa Rica

2020
- zwei Etappen Vuelta a Guatemala

2021
- Ecuadorianischer U23-Meister – Einzelzeitfahren

2025
- Gesamtwertung Griechenland-Rundfahrt
- eine Etappe Türkei-Rundfahrt
- Gesamtwertung und eine Etappe Tour de Hongrie

## Grand-Tour-Platzierungen
| Grand Tour            | 2024 |
| --------------------- | ---- |
| Giro d’ItaliaGiro     | –    |
| Tour de FranceTour    | –    |
| Vuelta a EspañaVuelta | DNF  |